# Рамон Санчес Писхуан (стадион)
«Рамо́н Са́нчес Писхуа́н» (исп. Estadio Ramón Sánchez Pizjuán) — футбольный стадион в испанской Севилье, домашняя арена ФК «Севилья». Назван в честь президента «Севильи» в 1932—1942 и 1943—1956 годах. Временно реконструируется, на данный момент свои матчи «Севилья» проводит на Олимпийском стадионе.

## История
Построен архитектором Мануэлем Муньосом Монастерио. Первый камень был заложен 2 декабря 1956 года. Стадион был открыт 7 сентября 1958 года товарищеским матчем «Севильи» против «Реал Хаэн».
Стадион принимал 2 матча чемпионата мира 1982 года:
- матч группы 6 Бразилия — СССР 2:1,
- знаменитый полуфинал ФРГ — Франция 3:3 (по пен. 5-4).

Через 4 года после чемпионата мира-1982 стадион принимал финал Кубка европейских чемпионов 1985/86 «Барселона» — «Стяуа» 0-0 (пен. 0-2), в котором голкипер румын Хельмут Дукадам отразил все 4 пенальти от «Барселоны».
Сборная Испании не проиграла ни одного из 22 матчей, проведённых на «Рамон Санчес Писхуан». «Севилья» же за всю историю проиграла в еврокубках дома только 2 матча — голландскому «АЗ» на групповой стадии Кубка УЕФА 2006/07 (победный мяч форвард «АЗ» Шота Арвеладзе забил на 90-й минуте), что не помешало «Севилье» в том сезоне выиграть Кубок УЕФА; и ответный матч 1/8 финала Лиги чемпионов 2009/2010 московскому ЦСКА со счетом 1:2.
Неофициальное название стадиона — «Бомбонера», в основном использующееся применительно к знаменитому домашнему стадиону аргентинского клуба «Бока Хуниорс».

## Предназначение
На стадионе прошёл финал Лиги Европы УЕФА 2021/22.